# Sursă de neutroni
O sursă de neutroni este un dispozitiv care emite neutroni, independent de mecanismul care stă la baza producerii acestora. Sursele de neutroni sunt utilizate în chimie, fizică, biologie, inginerie, medicină, explorări petroliere, energetică nucleară și arme nucleare.
Sursele de neutroni variază în funcție de energia neutronilor emiși de către sursă, debitul de emisie, dimensiunea sursei, costurile referitoare la deținerea și mentenanța sursei și reglementările legale referitoare la acesta.
În funcție de dimensiunea sursei, acestea se pot clasifica în:
- surse de neutroni de laborator (radioizotopi care suferă proces de dezintegrare radioactivă prin emisie de neutroni, surse de neutroni (α,n) etc);
- surse de dimensiuni medii (acceleratori de ioni ușori, generatoare cu plasmă etc.);
- surse de dimensiuni mare (reactori de fisiune și fuziune, acceleratori de particule de energii înalte).

Ca reactori naturali de fuziune, Soarele și stelele sunt imense surse de neutroni.

## Vezi și
- Fisiune nucleară
- Neutron